# Gustave Canoby
Louis Gustave Canoby, né à Nantes le 7 octobre 1829 et mort le 29 juillet 1914, est un violoniste et compositeur français.

## Biographie
Louis Gustave Canoby est le fils de Pierre Auguste Canoby, commis aux expéditions des douanes et d'Élise Gareau. Sa cousine Élise Canoby (1822-1900) est artiste peintre et ancêtre de Michel Chaillou.
Gustave Canoby est l'élève d'Hippolyte-Raymond Colet. Au concours annuel du conservatoire, il reçoit en 1849 un premier accessit.
Maître de chapelle de l'église de Passy (Seine), inspecteur de l'enseignement musical dès 1883 puis, en 1903, bibliothécaire du ministère de l'Instruction publique et des Beaux-arts, on lui doit des fugues, des motets, des musiques de scène et, entre autres, des compositions pour chansons.
Il épouse Rosalie Leclerc (1842-1904) le 18 juin 1860. Ils habitent ensemble au no 3, quai Malaquais dans le 6e arrondissement de Paris et celle-ci est artiste-peintre lorsqu'elle meurt le 21 mars 1904. Elle est inhumée au cimetière de Passy le 23 mars
Gustave Canoby est nommé chevalier de la Légion d'honneur le 26 juillet 1904.
À sa mort, il est inhumé en premier temps à Billancourt, puis il est transféré le 28 mai 1919 au cimetière de Passy.

## Œuvre
- 1861 : Six Motets pour mezzo-soprano ou baryton avec accompagnement d'orgue
- 1865 : La Médaille, opérette en 1 acte d'Adolphe Favre et Édouard Montagne, musique de Gustave Canoby, théâtre des Bouffes-Parisiens (16 février)
- 1889 : Parfois, lorsque tout dort, mélodie, paroles de Victor Hugo
- 1889 : Vieilles. Histoires pour violon et piano
- 1890 : La Coupe et les lèvres, drame lyrique en 5 actes, sur un livret d'Ernest d'Hervilly, d'après Alfred de Musset, Théâtre de Arts de Rouen, 3 mai 1890[7]
- 1891 : Le Fou de la mer, paroles d'Ernest d'Hervilly
- 1891 : A Saint-Blaise, à la Zuecca, poésie d'Alfred de Musset
- 1891 : Chanson de Barberine, poésie d'Alfred de Musset
- 1892 : Chant de belluaire, poésie d'Eugène Godin
- 1892 : 1453. Légende des siècles, poésie de Victor Hugo
- 1894 : Les Violons au camp, piano